# Масакр над Србима у Сребреници и Братунцу
Дана 12. јула 1992. године у селима Залужје и Сасе у општини Сребреница, те Биљача и Загони у општини Братунац, након напада Армије Републике Босне и Херцеговине, убијено је укупно 69 српских војника и цивила.

## Историја
На православни празник Петровдан 12. јула 1992. године, припадници АрБиХ, под командом Насера Орића, напале су села Залужје и Сасе у општини Сребреница и Биљачу и Загони у општини Братунац, убивши укупно 69 српских војника и цивила. Најмање 40 убијених су били мештани Залужја.
Осим убијених, нестала су и 22 Србина. Тела њих десеторо пронађена су у масовној гробници у јуну 2011. године током потраге за бошњачким жртвама изнад насеља Видиковац. Након што су њихови посмртни остаци идентификовани, сахрањени су на гробљу Залужје.

## Последице
Орића је 2006. године Хашки трибунал осудио на две године затвора због неспречавања злостављања и смрти српских заточеника. Трибунал је 2008. године поништио осуђујућу пресуду и ослободио га за злочине над Србима почињене у Сребреници од 1992. до 1993. године. Поновљено суђење у Босни и Херцеговини резултирало је ослобађајућом пресудом 2018. године за убиство тројице српских заробљеника у местима Залазје, Лолићи и Куњерац. Међутим, убиства Срба у Залужју, Сасама, Биљачи и Загонима 12. јула 1992. нису била ни у једној од оптужби против Орића. Локални званичници, заједно са породицама жртава, изразили су забринутост због недостатка одговорности и правде за починиоце који су починили убиства.

## Комеморација и заоставштина
Комеморације за страдале се сваке године одржавају у селу Залужје где је подигнуто спомен обележје српским жртвама села, на месту где је спомен који обележава страдања Срба током Другог светског рата. То је део годишњег низа јавних манифестација које организују Влада Републике Српске и ветеранске групе око Петровдана, а централна церемонија се одржава на војном гробљу у Братунцу за српске жртве страдале на подручјима у близини Сребренице током рата.

### Вести
- Sekulić, Marinko (12. 7. 2019). „Zalazje: "Ko je te ljude pobio?"” [Zalazje: "Who killed those people?"]. Deutsche Welle.
- Živić, Petra (12. 7. 2018). „Srebrenica i Bratunac: Pomen za srpske žrtve ubijene na početku rata u Bosni” [Srebrenica and Bratunac: Memorial for the Serbian victims killed at the beginning of the war in Bosnia]. BBC.
- „Obilježena godišnjica stradanja Srba u Bratuncu i Srebrenici” [The anniversary of the suffering of Serbs in Bratunac and Srebrenica was marked]. Radio Free Europe/Radio Liberty (на језику: Serbo-Croatian). 12. 7. 2021.

### Књиге
- Mojzes, Paul (2011). Balkan Genocides: Holocaust and Ethnic Cleansing in the 20th Century. Lanham, Maryland: Rowman & Littlefield. ISBN 978-1-4422-0665-6.
- Helms, Elissa (2016). The New Bosnian Mosaic: Identities, Memories and Moral Claims in a Post-War Society. Routledge. ISBN 978-1-31702-307-4.
- Lippman, Peter (2019). Surviving the Peace: The Struggle for Postwar Recovery in Bosnia-Herzegovina. Vanderbilt University Press. ISBN 978-0-82652-263-4.

### ICTY
- „Prosecutor vs. Naser Orić – Judgement” (PDF). International Criminal Tribunal for the Former Yugoslavia. 30. 6. 2006.